# Cantonul Le Sel-de-Bretagne
Cantonul Le Sel-de-Bretagne este un canton din arondismentul Redon, departamentul Ille-et-Vilaine, regiunea Bretania, Franța.

## Comune
- La Bosse-de-Bretagne
- Chanteloup
- La Couyère
- Lalleu
- Le Petit-Fougeray
- Saulnières
- Le Sel-de-Bretagne (reședință)
- Tresbœuf